# Tetraopes texanus
Tetraopes texanus es una especie de escarabajo longicornio del género Tetraopes, tribu Tetraopini, subfamilia Lamiinae. Fue descrita científicamente por Horn en 1878.
El período de vuelo ocurre durante los meses de abril, mayo, junio, julio, agosto y septiembre.

## Descripción
Mide 11-16,5 milímetros de longitud.

## Distribución
Se distribuye por México y los Estados Unidos.